# Dioscorea fandra
Dioscorea fandra är en enhjärtbladig växtart som beskrevs av Joseph Marie Henry Alfred Perrier de la Bâthie. Dioscorea fandra ingår i släktet Dioscorea och familjen Dioscoreaceae. Inga underarter finns listade i Catalogue of Life.